# Tawangrejo (Wonodadi)
Tawangrejo is een bestuurslaag in het regentschap Blitar van de provincie Oost-Java, Indonesië. Tawangrejo telt 3648 inwoners (volkstelling 2010).